# 六本木カンデラリア
六本木カンデラリア（ろっぽんぎカンデラリア）は、1975年より2001年まで営業していたアルゼンチン料理店。タンゴ・フォルクローレのライブ演奏もあり、タンゲリアとして、有名であった。

## 概要
1975年に、フォルクローレ歌手でギタリストの高野太郎らが、東京都港区の六本木に開店した。六本木をとって『カンデラリア』としても、語りつがれている。
アタウアルパ・ユパンキらのアルゼンチンのフォルクローレの曲などが、高野太郎を代表とする楽団メンバーらに演奏された。タンゴの生演奏もあった。長い間、タンゴの生演奏が営業日に聴ける貴重な店は、日本でも大変珍しかった。楽団では、日本人のほか、アルゼンチンから、バンドネオン奏者のルベン・イダルゴら演奏家がメンバーとして演奏することもあった。小川紀美代が、最後のバンドネオン奏者として、活躍した。
アルゼンチン料理の店としても、貴重な存在であった。アルゼンチン風ステーキのアサードや、アルゼンチンワインを、嗜むことができた。
2001年5月以降に、店主の高野太郎が重病になり、閉店する。なお、高野太郎は、その年10月に亡くなる。なお、Tango Club 21 の紹介ページが、2011年4月現在もそのまま残っている。

## 舞台となった作品
- 漫画「ザ・シェフ」20巻第2話「ラ・クンバルシータ」